# Roque Ablan Jr.
Roque R. Ablan Jr. (* 22. April 1932 in Laoag City; † 26. März 2018) war ein philippinischer Politiker.

## Biografie
Nach dem Schulbesuch studierte Ablan Rechtswissenschaften und war anschließend als Rechtsanwalt tätig. Er begann seine politische Laufbahn 1969 mit der erstmaligen Wahl zum Abgeordneten des Repräsentantenhauses der Philippinen (Kapulungán ng mgá Kinatawán ng Pilipinas or Mababang Kapulungan ng Kongreso), dem er bis zur Verhängung des Kriegsrechts durch Präsident Ferdinand Marcos 1972 angehörte. Nach dem Ende der Marcos-Diktatur war er zwischen 1987 und 1998 erneut Abgeordneter des Repräsentantenhauses.
Seit 2001 war er wiederum Abgeordneter des Repräsentantenhauses. In diesem vertrat er als Mitglied der Lakas-CMD (Lakas-Kabalikat ng Malayang Pilipino-Christian Muslim Democrats) den Wahlbezirk I (1st District) der Provinz Ilocos Norte.
Im 14. Kongress war er Vorsitzender des Ausschusses für Gefährliche Drogen. Außerdem war er Vorsitzender der Ausschüsse für Auswärtige Angelegenheiten, Interparlamentarische Beziehungen und Diplomatie sowie Verkehr. Darüber hinaus war er als Vertreter der Parlamentsmehrheit Mitglied der Ausschüsse für Rechnungsprüfung, Landwirtschaft und Ernährung, Enteignung, Verfassungsänderungen, Ökologie, Energie, Glücksspiel und Amüsement, Gute Regierung und öffentliche Verantwortlichkeit, Justiz, Arbeit und Beschäftigung, Nationale Verteidigung und Sicherheit, Natürliche Ressourcen, das Wachstum von Nordluzon (North Luzon Growth Quadrangle), Öffentliche Ordnung und Sicherheit, Gesetzesrevisionen und Tourismus.